# Roxburgh, Ettrick and Lauderdale
Ne doit pas être confondu avec Roxburgh, Ettrick ou Lauderdale.
Roxburgh, Ettrick and Lauderdale (Rosbrog, Eadaraig agus Srath Labhdair en gaélique écossais) est une des régions de lieutenance d'Écosse.
Géographiquement, elle est incluse dans le council area des Scottish Borders et comprend les comtés du Roxburghshire, du Selkirkshire ainsi que des parties du Midlothian et du Berwickshire.